# Vadim Nikonov
Vadim Stanislavovič Nikonov (in russo Вадим Станиславович Никонов?; Mosca, 9 agosto 1948) è un ex calciatore sovietico dal 1991 russo, di ruolo centrocampista.

## Statistiche

### Cronologia presenze e reti in Nazionale
| Cronologia completa delle presenze e delle reti in nazionale ― Unione Sovietica | Cronologia completa delle presenze e delle reti in nazionale ― Unione Sovietica | Cronologia completa delle presenze e delle reti in nazionale ― Unione Sovietica | Cronologia completa delle presenze e delle reti in nazionale ― Unione Sovietica | Cronologia completa delle presenze e delle reti in nazionale ― Unione Sovietica | Cronologia completa delle presenze e delle reti in nazionale ― Unione Sovietica | Cronologia completa delle presenze e delle reti in nazionale ― Unione Sovietica | Cronologia completa delle presenze e delle reti in nazionale ― Unione Sovietica |
| Data                                                                            | Città                                                                           | In casa                                                                         | Risultato                                                                       | Ospiti                                                                          | Competizione                                                                    | Reti                                                                            | Note                                                                            |
| ------------------------------------------------------------------------------- | ------------------------------------------------------------------------------- | ------------------------------------------------------------------------------- | ------------------------------------------------------------------------------- | ------------------------------------------------------------------------------- | ------------------------------------------------------------------------------- | ------------------------------------------------------------------------------- | ------------------------------------------------------------------------------- |
| 28-3-1973                                                                       | Plovdiv                                                                         | Bulgaria                                                                        | 1 – 0                                                                           | Unione Sovietica                                                                | Amichevole                                                                      | -                                                                               | 68’                                                                             |
| 18-4-1973                                                                       | Kiev                                                                            | Unione Sovietica                                                                | 2 – 0                                                                           | Romania                                                                         | Amichevole                                                                      | -                                                                               | 46’                                                                             |
| 21-6-1973                                                                       | Mosca                                                                           | Unione Sovietica                                                                | 0 – 1                                                                           | Brasile                                                                         | Amichevole                                                                      | -                                                                               | 68’                                                                             |
| 5-8-1973                                                                        | Mosca                                                                           | Unione Sovietica                                                                | 0 – 0                                                                           | Svezia                                                                          | Amichevole                                                                      | -                                                                               | 55’                                                                             |
| Totale                                                                          |                                                                                 | Presenze                                                                        | 4                                                                               |                                                                                 | Reti                                                                            | 0                                                                               |                                                                                 |

## Palmarès

### Club
- Coppa dell'URSS: 1

Torpedo Mosca: 1972